# Rue du Général-de-Gaulle (Enghien-les-Bains)
Pour les articles homonymes, voir rue du Général-de-Gaulle.
La rue du Général-de-Gaulle est une voie du centre-ville de la commune française d’Enghien-les-Bains, en France.

## Situation et accès
Longue de 1 040 mètres, elle part de l’avenue de la Division-Leclerc et finit avenue d’Enghien, où elle est prolongée par l’avenue Gallieni, à Épinay-sur-Seine.
Elle constitue l’axe majeur et la principale artère commerçante de la commune. Dans sa seconde partie, elle longe le lac d’Enghien sur environ 300 mètres.
Elle croise successivement les voies suivantes :
- rue Blanche,
- rue du Départ,
- rue de l’Arrivée et boulevard d’Ormesson,
- rue de Mora,
- rue du Docteur-Leray,
- boulevard Cotte et avenue de Ceinture,
- rue de la Coussaye,
- boulevard du Lac,
- avenue d’Enghien et rue Philippe-Dartis.

## Origine du nom

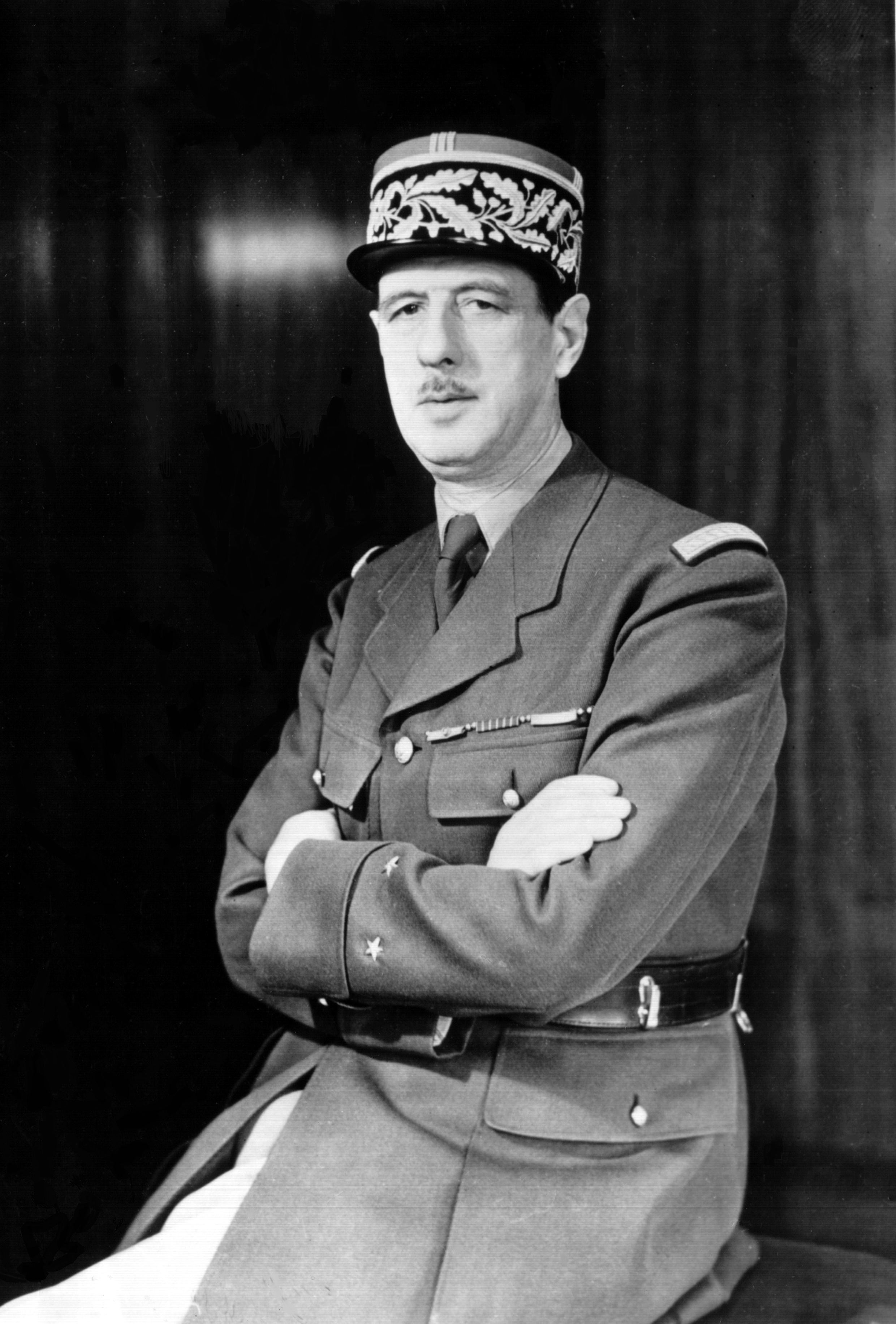
Charles de Gaulle.

Cette voie porte le nom du militaire, résistant, homme d'État et écrivain français Charles de Gaulle (1890-1970).

## Historique
Plus ancienne voie communale, la rue prend successivement les noms de route de la Reine, chemin no 15, Grande Rue (1851) pour enfin devenir la rue du Général-de-Gaulle.
En 1855, l’hebdomadaire Journal pour tous décrit la voie de la façon suivante : « C’est une rue, une rue maussade, mal bâtie, mal éclairée le soir, sans pavage, sans macadam, sans ruisseau, sans perspective. »
En 1897, une ligne de tramway est ouverte entre Montmorency et Saint-Gratien, desservant « Enghien et le pourtour charmant de son lac », empruntant la Grande-Rue. L’implantation de cette ligne suscite des réactions contrastées : l’approbation d’une partie de la population mais également l’opposition de certains habitants et, notamment, celle des commerçants de la Grande-Rue. Ce tramway est remplacé, en 1935, par un autobus.
La rue est pavée en 1908.

## Bâtiments remarquables et lieux de mémoire

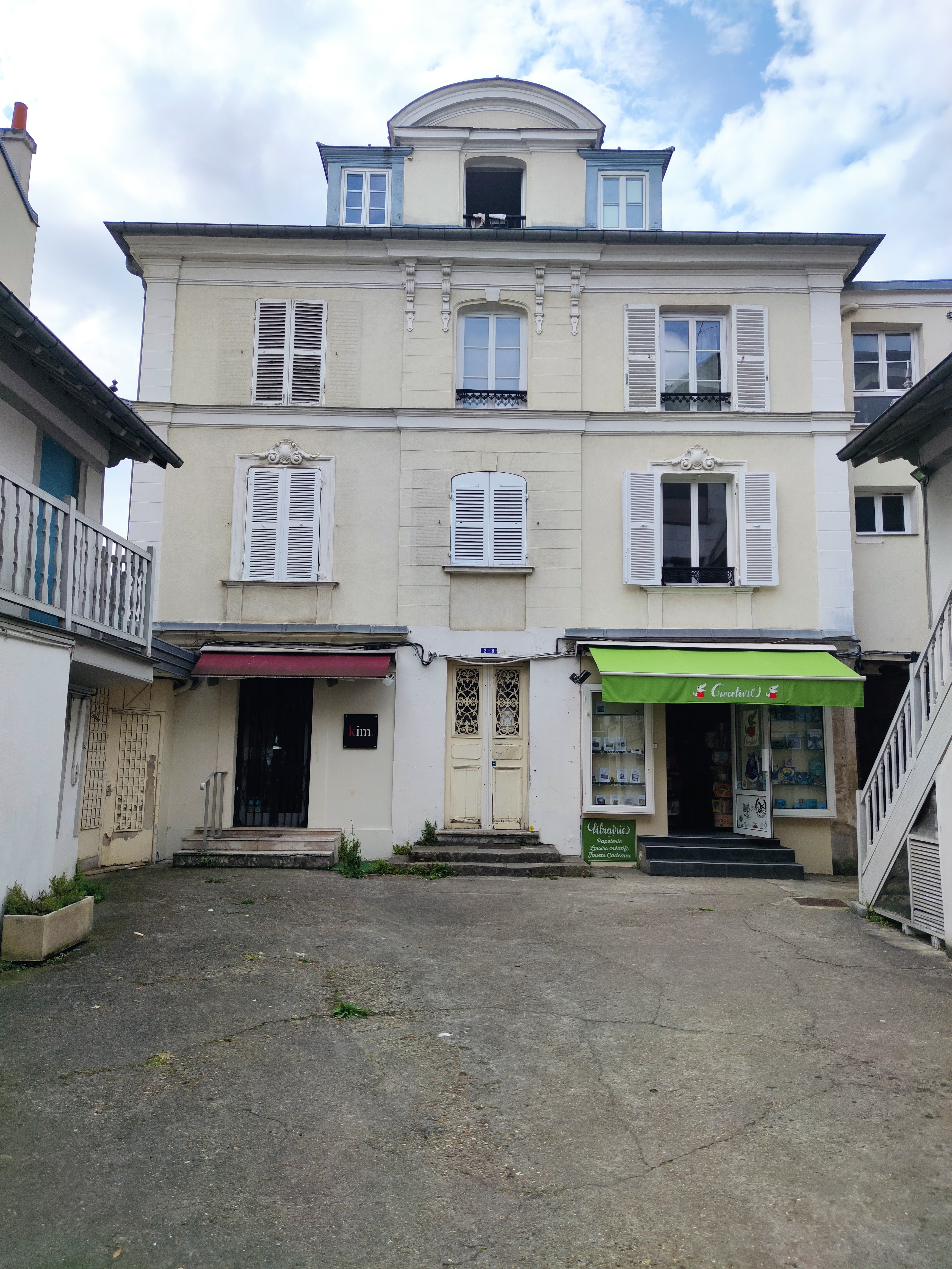
No 28.

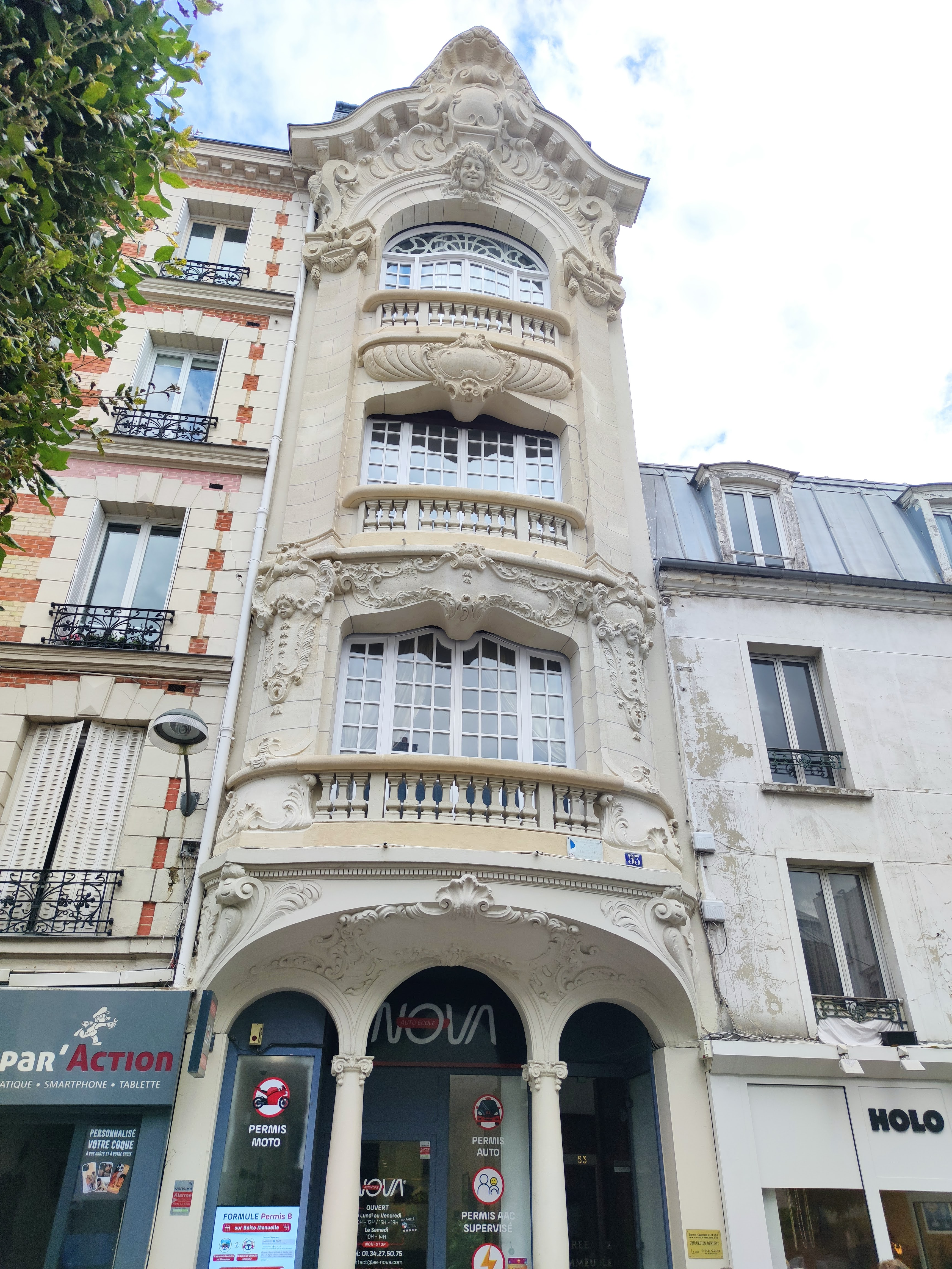
No 53.

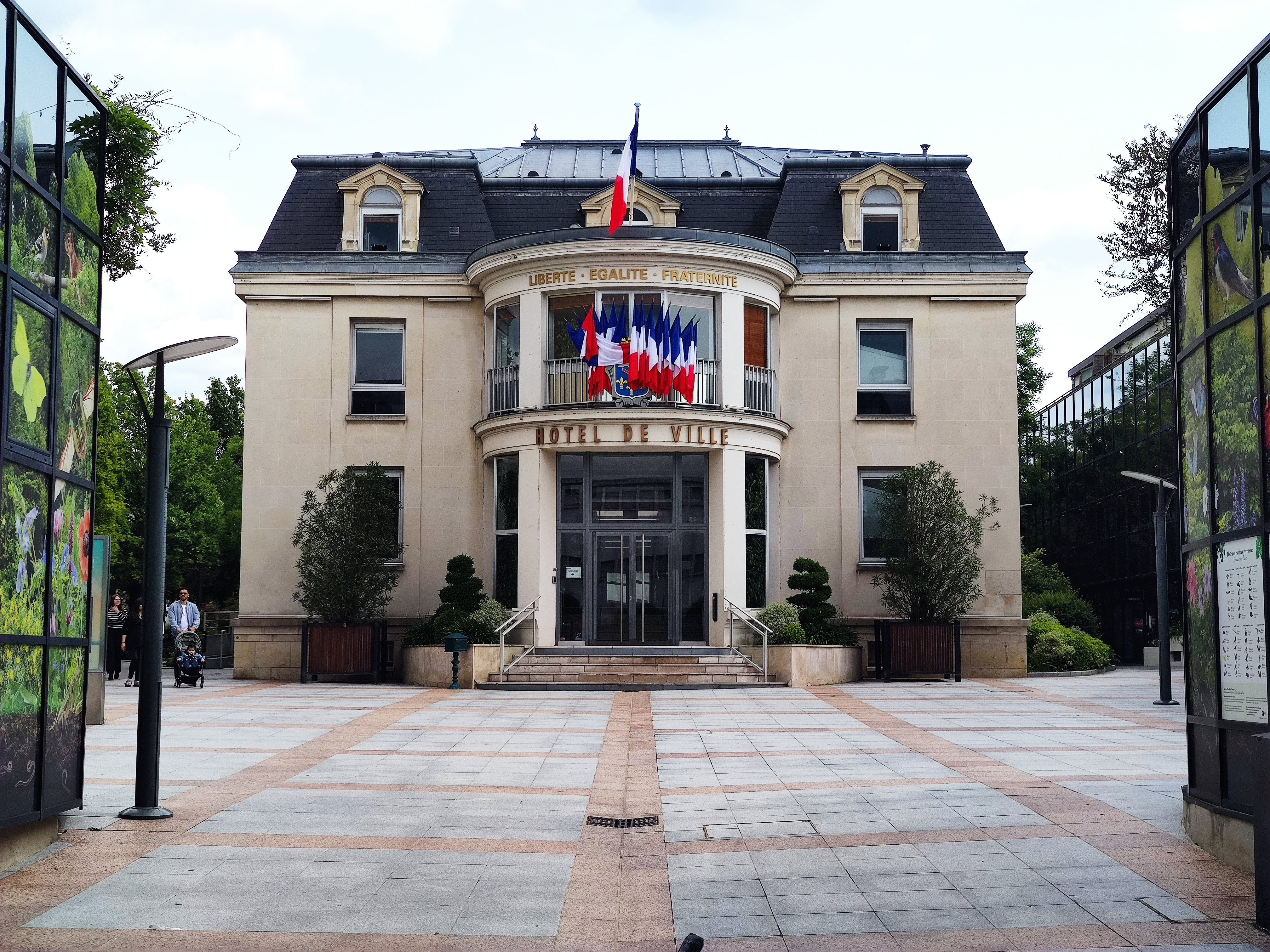
No 57 : mairie.

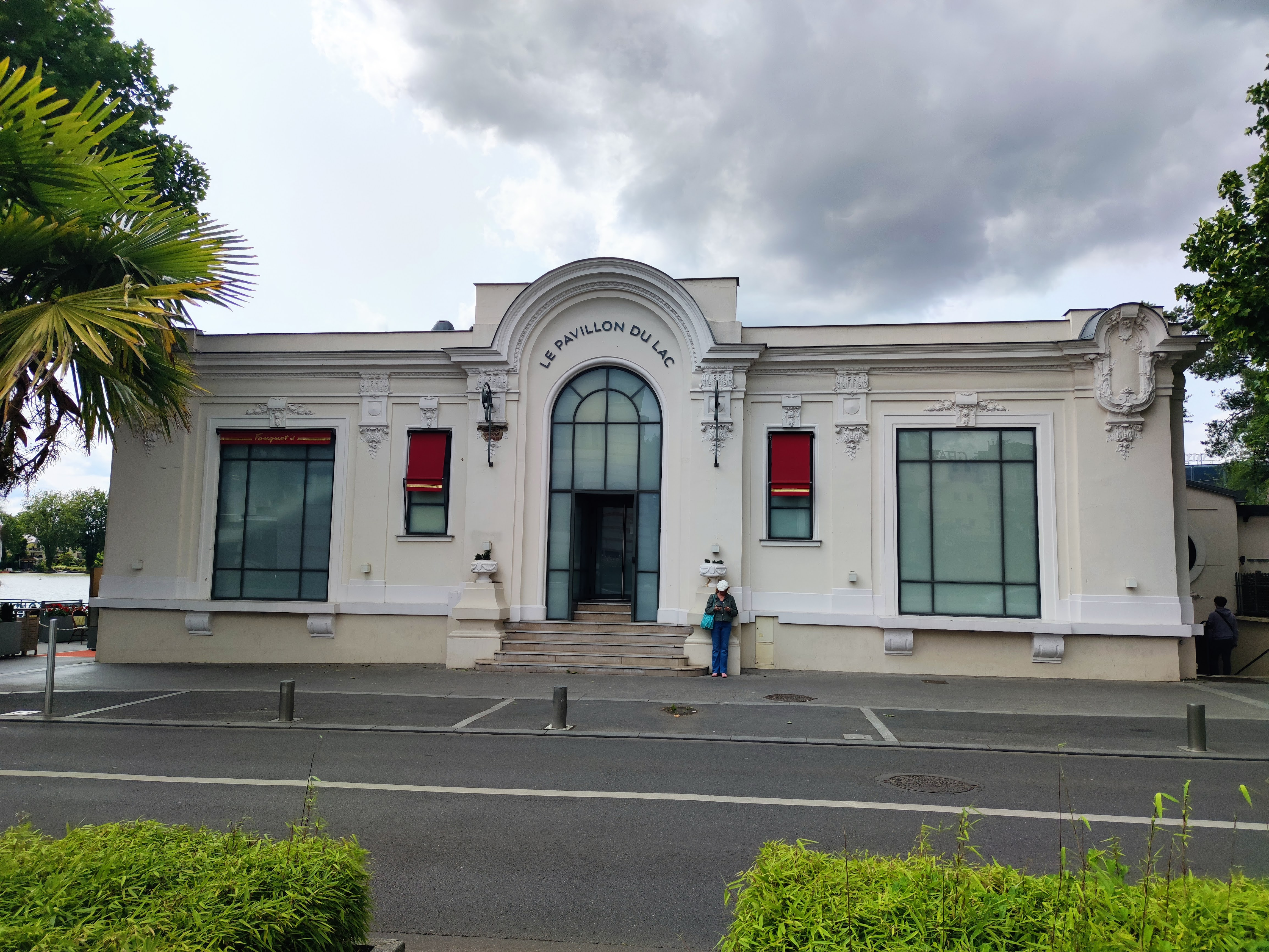
No 66 : restaurant.

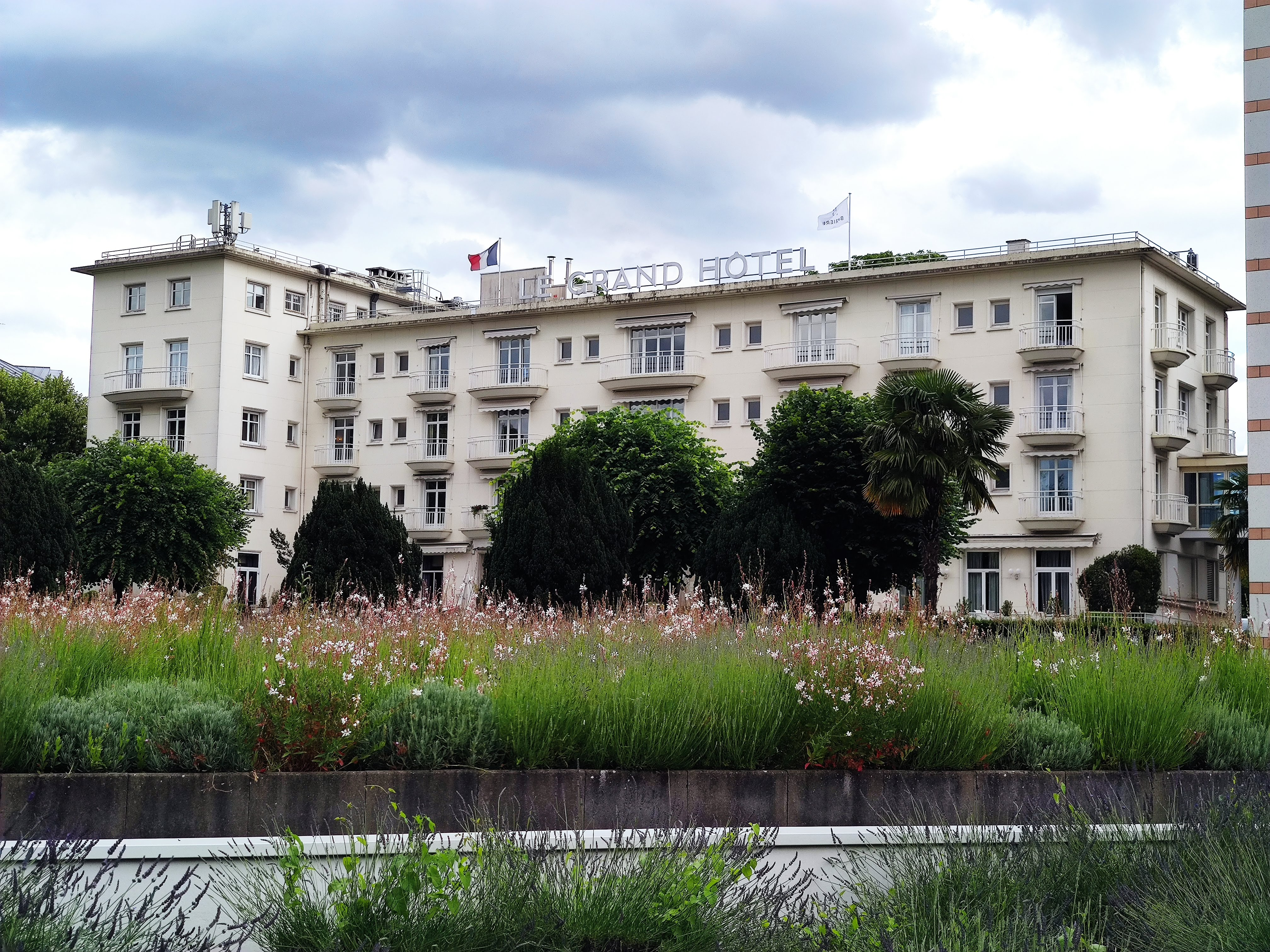
No 85 : hôtel.

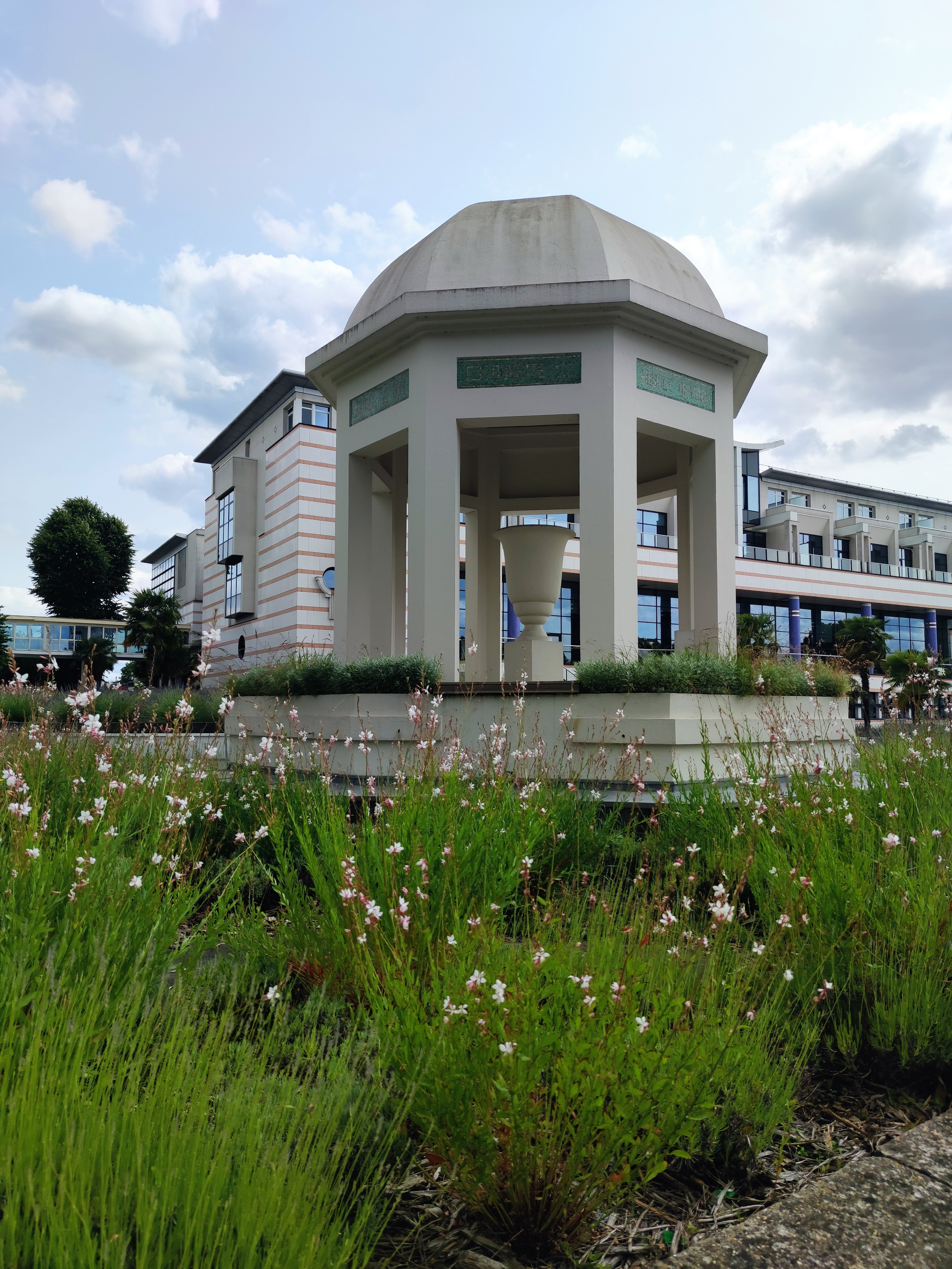
No 87 : buvette.

- No 11 : maison de maître construite au milieu du XIXe siècle[7].
- No 28 : maison de maître construite au milieu du XIXe siècle[8]. Depuis plus d’un demi-siècle, deux librairies se sont succédé au rez-de-chaussée[9].
- No 32 : immeuble de trois étages de style Art déco[10] construit en 1931 par l’architecte Georges Nivette, avec décoration florale au dernier niveau[11].
- No 50 : maison Péligot ; non visible de la rue, cette maison, construite en 1822, est l’une des plus anciennes de la ville[2].
- No 51 : à cette adresse ont vécu Maurice et Léon Laurent, frères, et Louis Thoravat, morts pour la France (Première Guerre mondiale), comme le signale une plaque en façade.
- No 53 : immeuble d’une seule travée construit en 1904-1905 par l’architecte Émile Thion[12],[13], également auteur des maisons jumelles dites Le rêve au 43, rue de l’Arrivée[14], bien connues des Enghiennois.
- No 57 : mairie.
- No 64 : jardin des Roses.
- No 66 : restaurant Le Pavillon du lac. Ce bâtiment, construit en 1911, restauré à plusieurs reprises et notamment en 2017-2018, a succédé, à cet emplacement, au pavillon chinois de l’Exposition universelle de 1867, démonté et transféré depuis Paris sur la jetée du lac et qui y a servi de café pendant une quarantaine d’années[15].
- No 85 : Grand Hôtel, depuis 1949, remplaçant l'hôtel des Bains.
- No 87 : buvette édifiée avec l'ancien établissement thermal aujourd'hui démoli (voir ci-dessous).
- No 89 : hôtel du Lac.

### Bâtiments démolis
- No 87 : établissement thermal construit en 1934 par l’architecte Auguste Bluysen, inauguré en 1935 par deux ministres puis, le 12 juillet de la même année, visité par le président de la République en personne, Albert Lebrun, qui indique à cette occasion que l’établissement est le plus complet et le plus moderne que l’on puisse trouver en France[16],[17]. Cet établissement est fermé en 2002 puis démoli en 2004 et remplacé par un nouveau complexe thermal en 2006[2].
- No 89 bis : castel Dora, construit au début du XXe siècle, démoli dans les années 1990[18].